# Dimitris Konstantinidis
Dimitrios "Dimitris" Konstantinidis (Korinos, 18 de março de 1991) é um futebolista profissional grego que atua como defensor.

## Carreira

### PAOK
Dimitris Konstantinidis se profissionalizou no 	PAOK, em 2012.

### Aris
Dimitris Konstantinidis se transferiu para o Aris, em 2018.